# بديعة الحسني الجزائري
الأميرة بديعة الحسني الجزائري (توفيت 1445هـ / 2023م) كاتبة ومؤرخة سورية، جزائرية الأصل. ولدت في ثلاثينيات القرن العشرين في تطوان، ونشأت وعاشت وتوفيت في دمشق. عضو في اتحاد المؤرِّخين الجزائريين، ورئيسة شرفية في مؤسسة الأمير عبد القادر في الجزائر العاصمة ومدينة معسكر. حفيدة الأمير عبد القادر الجزائري ومؤرِّخة لسيرته.

## سيرتها
ولدت الأميرة بديعة الحسني الجزائري في الثلاثينيات من القرن الماضي في تطوان في المملكة المغربية لأسرة الأمير عبد القادر الجزائري، وهي ابنة الأمير مصطفى الحسني الجزائري والأميرة شفيقة بنت الأمير عبد المالك بن عبد القادر، وأعمامها الأمير عز الدين الجزائري الذي استشهد في الثورة السورية الكبرى، والأمير عمر أحد شهداء 6 أيار 1916، وهي زوجة العميد عدنان محمد راغب العجلاني، ووالدة الحقوقي فوزان، والأديبة بتول، والجيوفيزيائي غياث، والمهندس يزن.
درست في معهد دوحة الأدب في دمشق، وهي خريجة دار اللغات بدمشق.
أسهمت في تأسيس الكثير من الجمعيات النسائية: المُبرّة، الرعاية الاجتماعية، جمعية مكافحة الأمية للسيدات، وشاركت بصفة عضو عامل في ندوة الحوار الإسلامي المسيحي التي انعقدت في طرابلس الغرب.
أثناء العدوان الثلاثي على مصر تطوّعت في المقاومة الشعبية وكانت قائدة لوحدة فدائية.
رشحها أنصارُ الوحدة عام 1959 لمجلس الأمة (الاتحاد القومي)
شاركت في عدد من الملتقيات التاريخية في الجزائر، وألقت محاضرات حول الأمير عبد القادر منها محاضرة تحت عنوان «الأمير عبد القادر لم يستسلم» في المؤتمر العالمي بمعسكر عام 2002 . وألقت محاضرة في الجامعة السورية نالت عليها شهادة تقدير من وزارة التعليم العالي، ومن المجلس الأعلى للآداب والعلوم عام 2008.

## كتبها
- ناصر الدين الأمير عبد القادر بن محيي الدين في حِقْبة من تاريخ الجزائر، طبعة ثانية منقحة ومزيدة، دار سلام، دمشق 1993.[2]
- الجذور الخضراء، دار سلام، دمشق 1994
- الأسس الاقتصادية في الإسلام، ردود على مغالطات تاريخية، دار الفكر، دمشق 1993
- أصحاب الميمنة، دار سلام، دمشق 1997
- سيرة ذاتية بعنوان «قطوف باسقة»، دار سلام، دمشق 1997
- فكر الأمير عبد القادر، دار الفكر 2000.[3]
- ردود وتعليقات على كتاب حياة الأمير عبد القادر لشارل هنري شرشل، دار الفكر، 2001.
- وما بدلوا تبديلا، دار الفكر المعاصر 2002.
- الأمير عز الدين الحسني الجزائري،  طائر في سماء المجد، بطل غار عين الصاحب.  دار الفكر 2006.
- دراسة لكتاب تحفة الزائر، لمحمد الباشا، دار الفكر، 2009
- المذكرات المزعومة – ملاحظات على مذكرات الأمير عبد القادر المختلقة، تحقيق ودراسة، مطبعة ابن زيدون، 2010.
- براءة الأمير عبد القادر من كتاب المواقف وكتاب ذكرى العاقل، 2014.
- قصص قصيرة من واقع الحياة، 2015.
- السيرة الذاتية للشهيد الأمير عبد المالك.
- شاهد على العصر - قيد الطباعة.
- طائر في سماء المجد

قدم كتبها ونوّه بها عدد من كبار الكتّاب من سورية والجزائر، ومنهم الأديبة غادة السمان، والأديب الدكتور علي القيم، الدكتورة نشأة الظبيان، والدكتور عفيف بهنسي، والدكتور شوقي أبي خليل، ومن الجزائر الدكتور عبد الكريم بوصفصاف والدكتور إسماعيل الزروخي، وغيرهم.

## مقالاتها
كتبت الأميرة بديعة الحسني الجزائري مقالات كثيرة صححت فيها أخطاء تاريخية في مجلات وصحف محلية وعربية كجريدة الشعب الجزائرية والشروق والحقيقة والرئيس والشرق الأوسط واليمامة السعودية والديار ومنتديات الجلفة على الأنترنت وغيرها.
- صحيفة الثورة السورية:
  - اللغة العربية التي يراد استبدال العامية بها، العدد 9596، عام 1995
  - مقال من 03 أقسام بمناسبة الأيام الثقافية الجزائرية تحت عنوان "صفحات من التاريخ المشترك، العدد 9675، عام 1995
- مقالات في صحيفة الشرق الأوسط: عام 1990، في العدد 6012 عام 1995، وفي العدد 4238 عام 1997
- مقالين في صحيفة الشعب الجزائرية مقال تحت عنوان «أعلام وطنية» عام 1994، وآخر بتاريخ 14/11/1996
- صحيفة تشرين السورية: مقال في العدد 7712، عام 1998
- صحيفة الحياة: مقال في العدد 13275، عام 1999
- مجلة الحقيقة الجزائرية: عدد من المقالات عام 1991
- الشرق الأوسط: عدد من المقالات منها مقال بعنوان «إن بنا حاجة إلى إعادة كتابة تاريخ مناضلينا بصورة أمينة»،  في العدد 4273 عام 1990، وكان تصحيحا لمعلومات وردت في مقال نشرته الجريدة بعنوان «الأمير عبد القادر لم يكن ماسونياً»، في العدد 6012 في 15/05/1995 .
- مقالات أخرى في مجلة الرئيس
- صحيفة البيان الإماراتية في عددها 7341 عام 1999
- مقالات في الديار اللبنانية
- مجلة الرئيس
- نشرت عددا من المواضيع في قسم الأمير عبد القادر بمنتديات الجلفة على الأنترنت من بينها مقال "كتاب المواقف والأمير عبد القادر" في 06/11/2008 تؤكد فيه عدم صحة نسبة كتاب (المواقف) للأمير عبد القادر، ومقال آخر بعنوان "عن أي دولتين يتحدثون؟" في 13/01/2009، بالإضافة إلى سلسلة مقالات من 03 حلقات حول " [ ملاحظات على مذكرات الأمير عبد القادر المختلقة]"  فيفري- أفريل 2010.

## وفاتها
توفيت الأميرة بديعة الحسني بالعاصمة السورية دمشق، يوم الجمعة 3 المحرَّم 1445هـ الموافق 21 يوليو (تموز) 2023م، عن عمر ناهز تسعين عامًا.

## روابط خارجية
- تقرير لتلفزيون النهار الجزائري: الأميرة بديعة الحسني..جزائرية القلب شامية الروح، 2018-09-21 - يوتيوب